# Villa Redenta
Villa Redenta è una villa suburbana, circondata da un parco pubblico, situata a nord di Spoleto. La struttura principale è il blocco rettangolare che si affaccia direttamente sulla strada, via Flaminia, prolungato ai lati dal muro di cinta in linea con gli annessi: la fattoria e la Cafè House sulla destra, la cappella, la serra e il giardino d'inverno sulla sinistra.
La villa deve il suo nome ad una serie di passaggi di proprietà: Villa Martorelli Orsini, poi Loccatelli, della Genga e infine Redenta.

## Storia

### DaVilla MartorelliaVilla Loccatelli

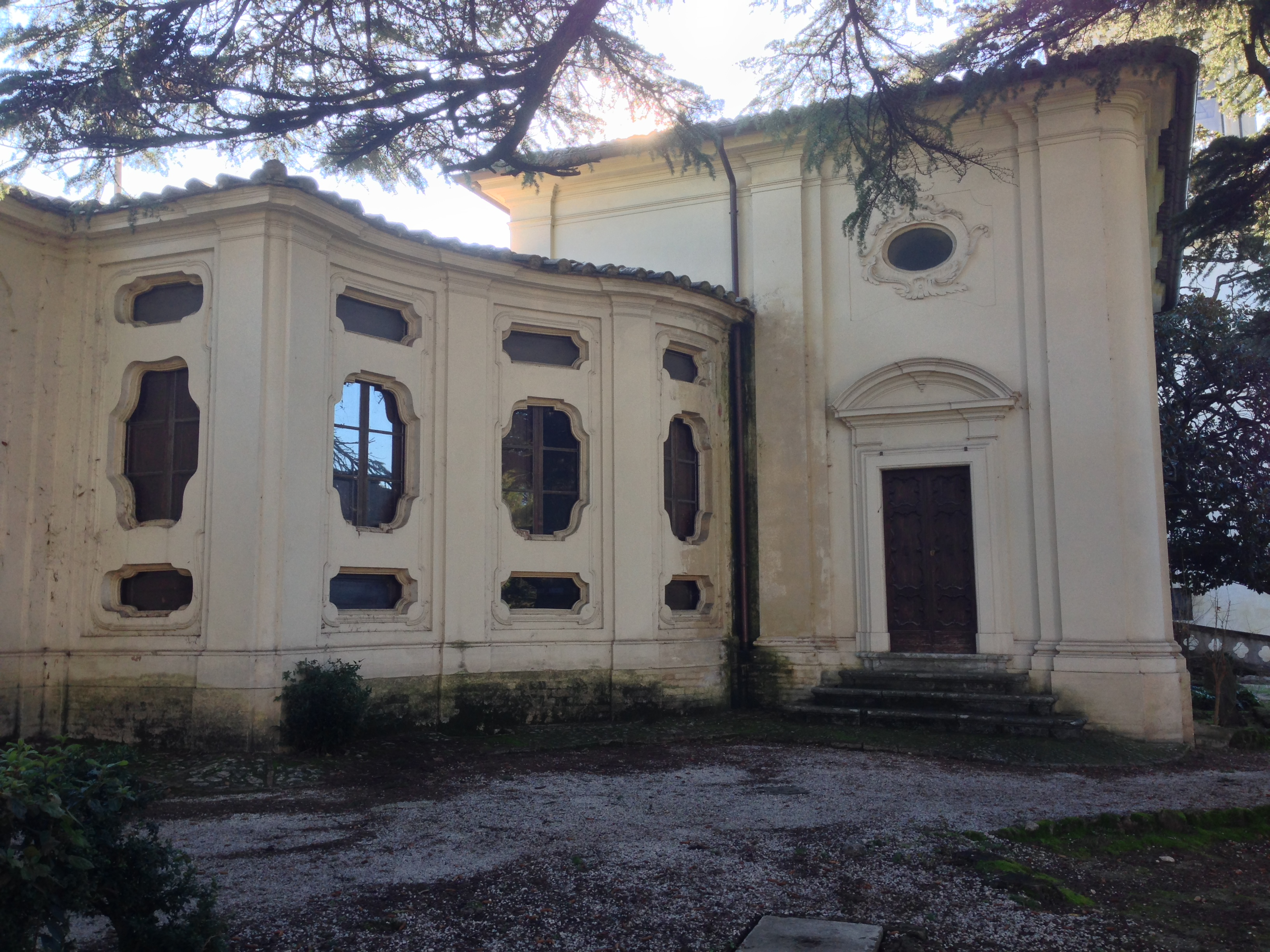
Cafè House

Numerosi resti e frammenti di marmi, l'esistenza di un pavimento romano in cotto a spina di pesce ed altri reperti archeologici rinvenuti in zona, testimoniano l'esistenza di ville patrizie suburbane e luoghi di culto databili fra l'età augustea e il IV secolo.
Nella prima metà del cinquecento Gerolamo Pianciani Martorelli, membro di una delle più antiche famiglie spoletine, interviene su un insediamento edilizio di epoca romana: a due isolate costruzioni aggiunge una nuova torre e trasforma il complesso in residenza .
Variazioni significative sia all'interno sia all'esterno del fabbricato sono nuovamente apportate dopo il 1714, anno in cui l'ultima discendente del casato Martorelli, la nobildonna Costanza, moglie di Giuseppe Loccatelli di Cesena, cede Villa Martorelli, di cui era usufruttuaria, ai figli Fabio e Angelo.
I figli di Fabio, l'alto prelato Francesco Maria, per 40 anni vescovo di Spoleto, e il monsignore Fabrizio Loccatelli, sul finire del settecento, ereditano la residenza e ne rielaborano gli schemi architettonici per dare ad essa nuova forma e funzione: vengono aggiunti la vicina dépendance e il refettorio.

Ampliamenti e restauri vengono effettuati in occasione di ospiti importanti accolti con grande sfarzo e solennità: vi soggiornano prima Papa Pio VI nel 1782  e successivamente Papa Pio VII il 30 giugno 1800 e nel 1805, al suo rientro da Parigi. In entrambi i casi i Loccatelli commissionano il ritratto del pontefice allo scultore romano Vincenzo Pacetti, che realizza due raffinati bassorilievi (foto del ritratto di Pio VII) . 

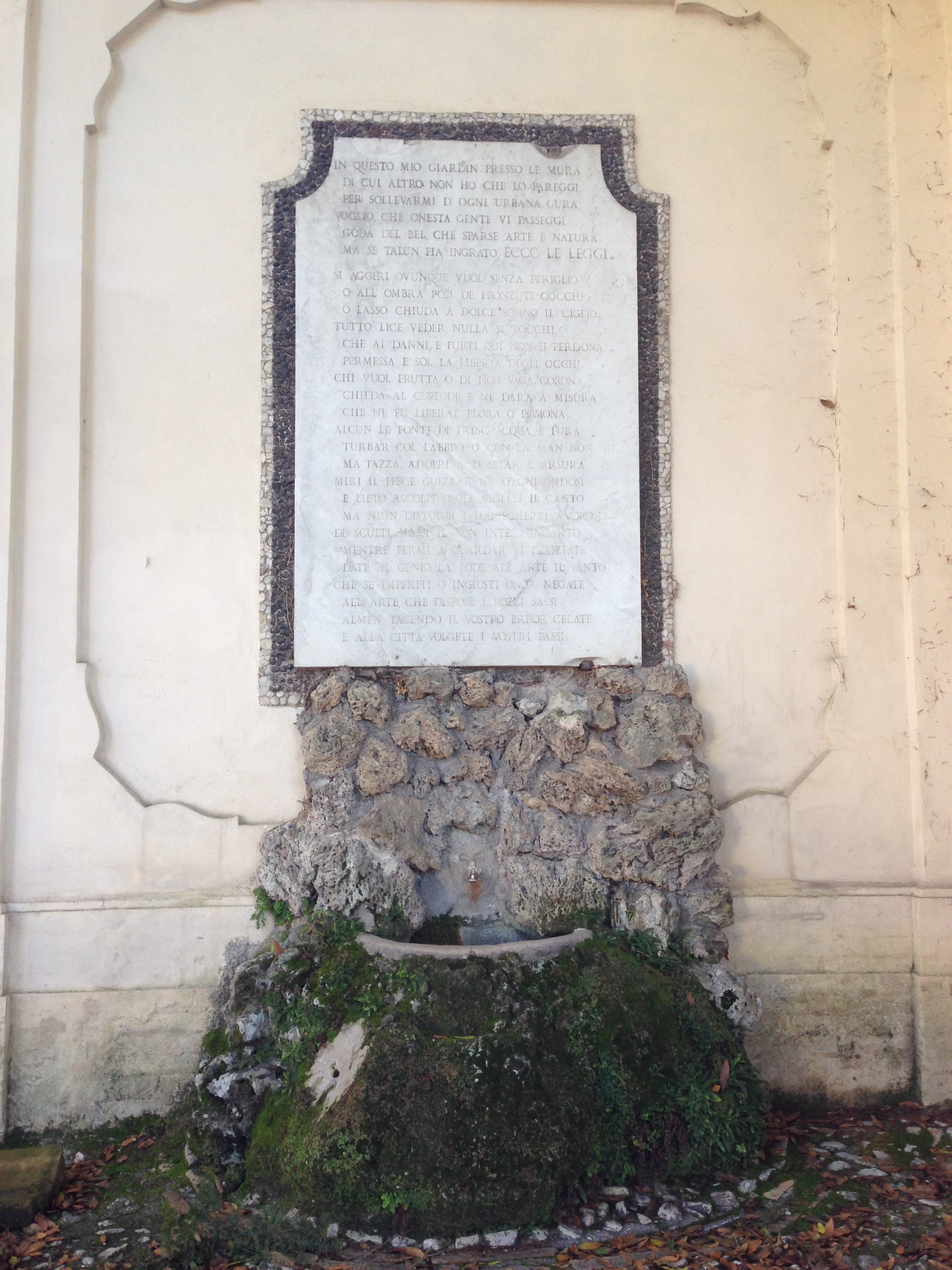
Fontanella di pietra calcarea e marmo, con inscritte raccomandazioni per i visitatori. (1771)

Nello stesso periodo vengono effettuati lavori di risistemazione del parco, il rifacimento della facciata della cappella, la realizzazione della serra/limonaia, del tempietto dorico e della Café-house, più spesso chiamata Kaffee Haus, realizzata in stile tardo rococò, riccamente decorata all'interno con stucchi dorati a foglia, dipinti e affreschi attribuiti a Francesco Appiani .
Due simmetriche fontanelle di pietra calcarea ai lati della Cafè House, realizzate da Giuseppe Fabri nel 1771, sono sovrastate da lapidi di marmo su cui il cardinal Loccatelli fa incidere per il visitatore un garbato monito, in latino da una parte e in italiano dall'altra: 
di cui altro non ho che lo pareggi
per sollevarmi d'ogni urbana cura
voglio, che onesta gente vi passeggi
goda de bel, che sparse arte e natura
ma se talun fia ingrato ecco le leggi.
Si aggiri ovunque vuol senza periglio
o all'ombra posi de' fronzuti cocchi
o lasso chiuda a dolce sonno il ciglio
tutto lice veder nulla si tocchi
che ai danni e furti qui non si perdona
permessa è sol la libertà degli occhi
chi vuol frutta o di fior vaga corona
chieda al custode e ne darà a misura
che ne fu liberal flora e pomona,
alcun le fonti di fresc'acqua e pura
turbar col labbro o con la man non osi
ma tazza adopri a dissetar l'arsura
miri il pesce guizzar ne stagni ondosi
e lieto ascolti degli augelli il canto
ma niun disturbi i lor scherzi amorosi
De scuulti massi il non inteso incanto
mentre fermi a guardar vi deliziate
date al genio la lode all'arte il vanto
che se imperiti o ingiusti onor negate
all'arte, che dispose i rozzi sassi
almen tacendo il vostro error celate
e alla città volgete i vostri passi.»
Negli stessi anni eventi sismici, frequenti dal 1784, rendono necessario il restauro della villa realizzato poi nel 1805 dall'architetto Pietro Ferrari .

### DaVilla della GengaaVilla Redenta
Il fastoso tenore di vita dell'alto prelato Francesco Maria Locatelli unito al continuo e ampio processo di rinnovamento e completamento della residenza, finiscono per determinare importanti ristrettezze economiche, tanto da costringere monsignor Fabrizio a gravare la proprietà di iscrizioni ipotecarie già dal 1770. Alla sua morte, avvenuta nell'agosto del 1819, il tribunale di Spoleto emana un decreto d'asta dei beni appartenuti ai Loccatelli.
Nel 1823 viene rilevata da Francesco Marignoli su mandato di Annibale della Genga, già nominato Papa Leone XII. Il Papa è molto legato a Spoleto, città dove vive la sorella Caterina  e dove ama trascorrere lunghi periodi; si considera cittadino spoletino a tutti gli effetti tanto da beneficiare la città in vari modi .
Alla sua morte nel 1829 la villa passa ai nipoti: nel 1831 alla contessa Matilde della Genga; nel 1876 a Antonio Sermattei della Genga; nel 1883 a Marianna della Genga, ultima erede della famiglia; suo figlio, Fiumi Sermattei Cristoforo di Assisi, nel 1885 vende la villa al marchese, senatore del regno Filippo Marignoli . 

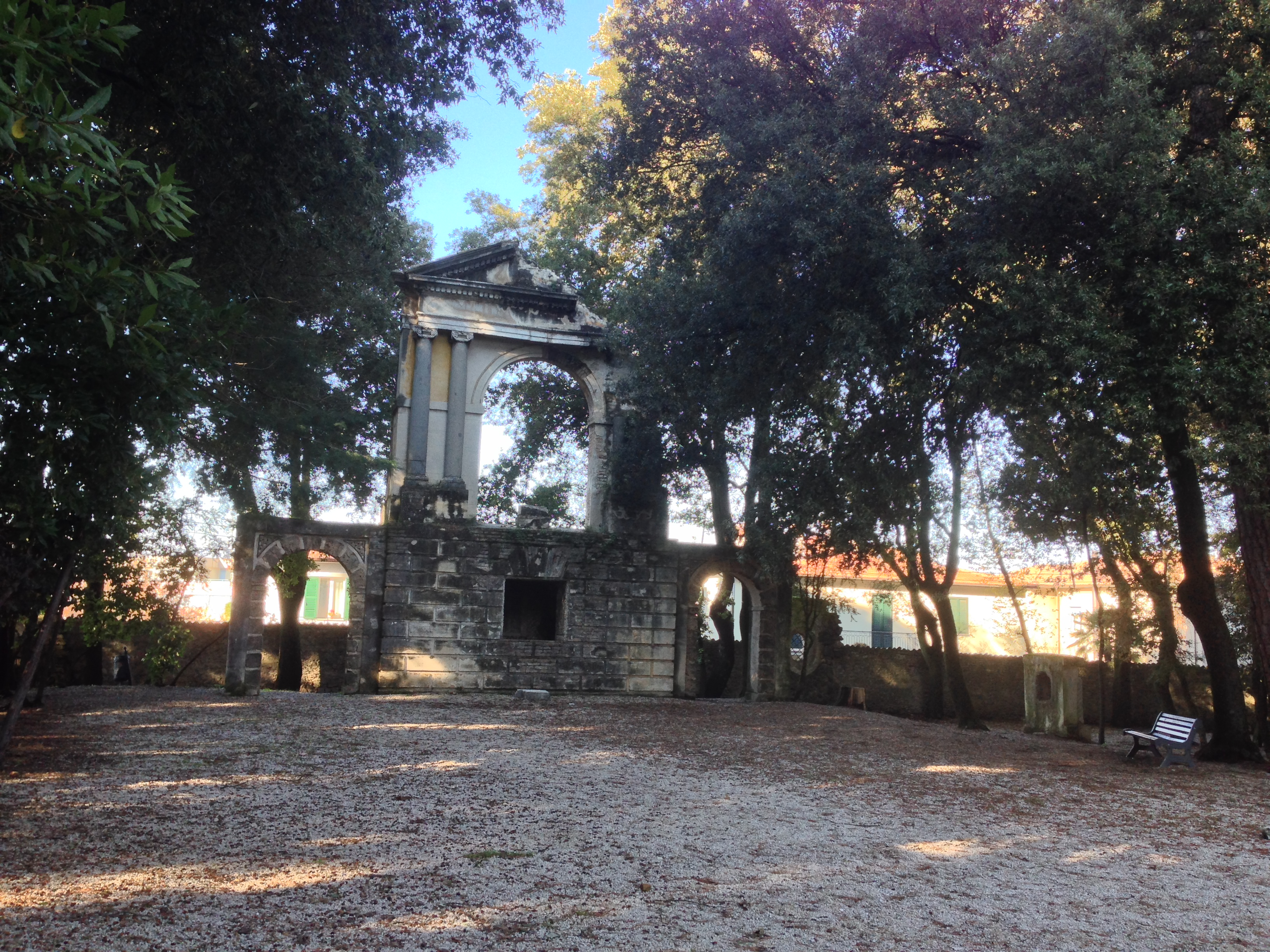
Teatro

Filippo Marignoli riacquista la villa settant'anni dopo che suo padre l'aveva rilevata per conto di Papa Leone XII e la rinomina così Redenta.

### Villa Redenta
Il nuovo proprietario elimina lo spazio destinato all'orto e completa il prospetto sud della villa realizzando un'ampia e luminosa sala da pranzo collegata alla serra, alla cappella e al giardino d'inverno.
Fino ai primi anni '50 è abitata dalla famiglia Marignoli: da Francesco, figlio di Filippo, e dalla moglie Flaminia Torlonia; dai loro quattro figli: Liborio con la moglie Beatrice O'Brian e con la loro unica figlia Flaminia; da Giulio, con la moglie e due figli ; da Emma e Leopoldina. La villa è scenario di avvenimenti che destano eco mondana: vi si celebrano tutti i matrimoni di famiglia, compreso, nel 1938, il matrimonio di Degna Marconi, figlia di primo letto di Beatrice O'Brian e Guglielmo Marconi.
La villa viene sottoposta a modifiche per essere dotata di più moderni impianti di riscaldamento; parte delle scuderie sono trasformate in garage e magazzini, mentre sul retro un ampio spazio è attrezzato a campo da tennis.
Durante la guerra miracolosamente resta indenne dai bombardamenti, che invece distruggono l'area circostante, ma viene requisita dagli inglesi; gran parte degli arredi vengono distrutti o dispersi .

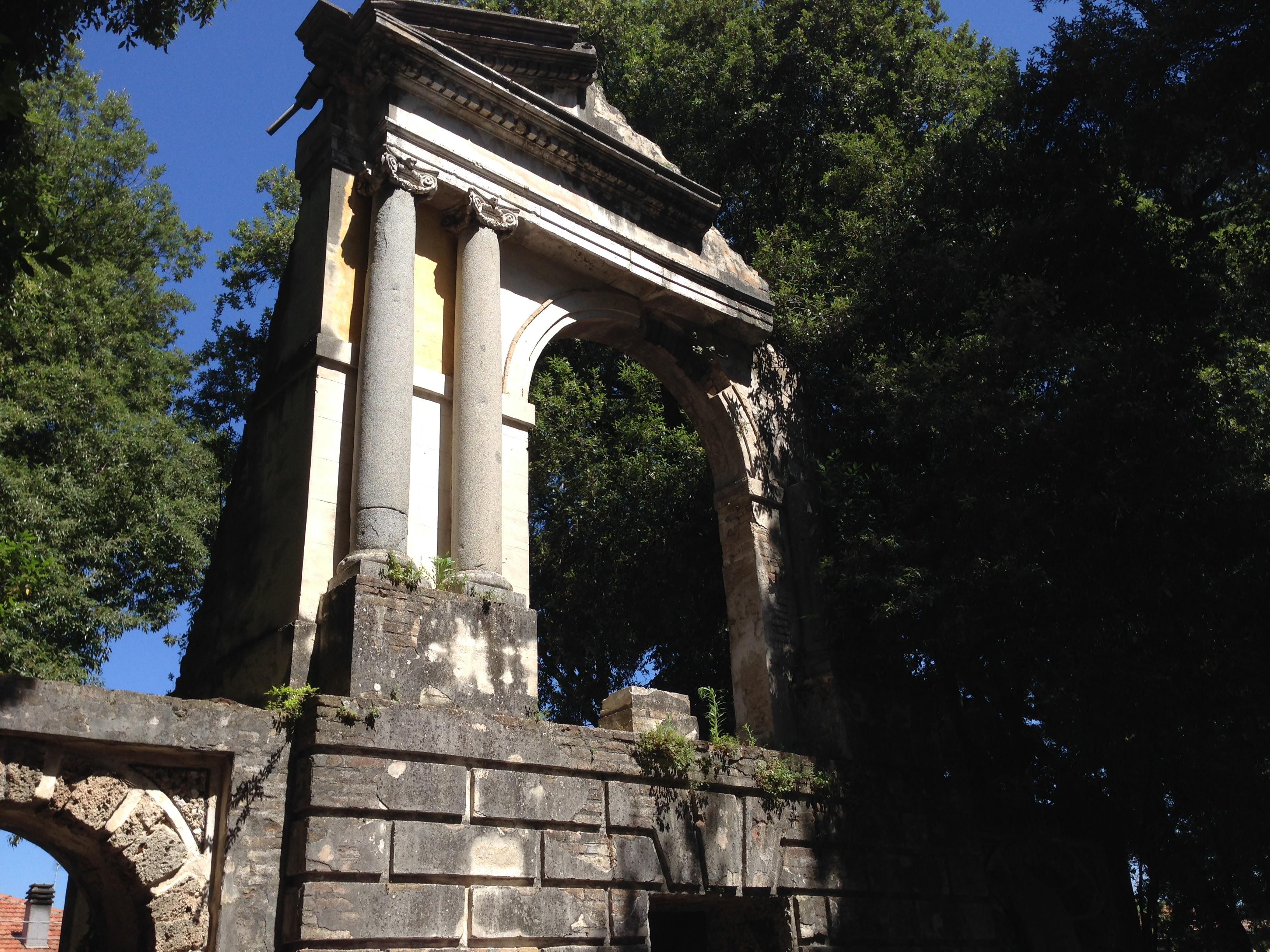
Parte superiore della "frons scenae" del teatro

Dopo la guerra la famiglia Marignoli provvede ai necessari restauri sia dell'edificio che del giardino. Alla morte di Liborio nel 1948 la figlia, marchesa Flaminia Marignoli, ne diviene proprietaria, mentre la moglie Beatrice O'Brian è nominata usufruttuaria. 
Nel 1957 il complesso immobiliare e il terreno circostante vengono venduti dalla marchesa Flaminia alla Provincia Umbra di San Francesco dei Frati Minori Conventuali, con sede a Perugia. 
Diviene una Casa di Religione con il Seminario per i Chierici Professi, denominata Collegio Missionario di Sant'Antonio. Nei sedici anni di permanenza la comunità religiosa adegua vari locali alle proprie esigenze.
Nel 1973 la Provincia dei Frati Minori permuta la villa con un edificio dell'amministrazione della Provincia di Perugia , che ne diviene unica proprietaria e gestore. Nel 1995 iniziano importanti lavori di restauro conservativo, consolidamento e riqualificazione funzionale, lavori poi completati nel 2003.
Presso la villa dal 2008, pur tra numerose difficoltà tecniche, amministrative e finanziarie , ha sede la fondazione Scuola di Alta Cucina Villa Redenta, diretta da Gianfranco Vissani per soli due anni , che occupa i locali del corpo principale, la Café-house, la dépendance e la limonaia. 
La fattoria è adibita ad ostello  e le ex scuderie sono state trasformate in sale convegni polifunzionali. Qui hanno sede anche gli uffici amministrativi ed organizzativi del Teatro lirico sperimentale Adriano Belli.
La residenza è spesso utilizzata dal Festival dei Due Mondi per spettacoli di prosa, concerti e mostre. Memorabile quella del 1977 dedicata all'opera cinematografica di Luchino Visconti allestita nella Cafè House; e ancora nel 1988 la mostra delle opere di François-Xavier Fabre.

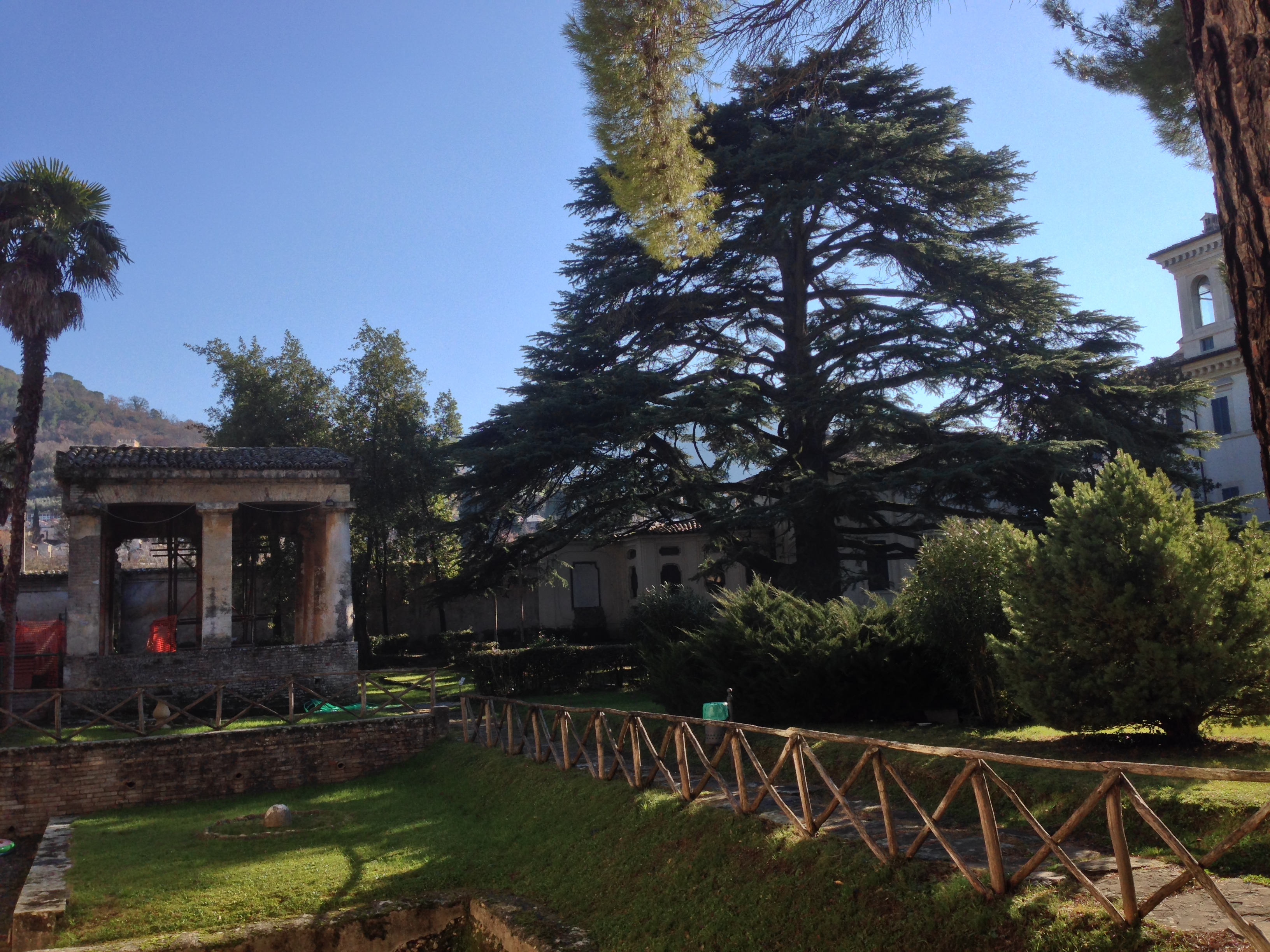
Tempietto dorico e cedro del Libano. Spoleto

## Gli interni
L'interno della villa è abbellito da affreschi cinquecenteschi di soggetto religioso, (foto dell'interno della Cafè House) ma la maggior parte delle decorazioni sono databili tra XVIII e XIX secolo, a cominciare dall'atrio, dove si possono ammirare due soldati napoleonici a grandezza naturale realizzati con la tecnica del Trompe-l'œil. Un'iscrizione del 1805 posta da Fabrizio Loccatelli ricorda l'ospitalità data a Pio VII di ritorno dalla Francia.
Nel soffitto dell'attiguo salone è dipinta un'allegoria che si riferisce a Leone XII, e le armi papali sono innalzate su di una parete. Segue la grande sala dal pavimento a mosaico appartenente alla villa di epoca romana che in origine sorgeva sull'area.
Alcune sale sono coperte da ricchi soffitti lignei secondo il gusto "esuberante e scenografico caratteristico di Filippo Marignoli ". (foto di un soffitto)
Interessanti anche i paesaggi della sala cinese alle cui pareti sono evocate esotiche atmosfere d'ispirazione orientale, eseguite a tempera e colla; e ancora la sala Canoviana decorata con scene di soggetto mitologico a tempera, alternate a bassorilievi in gesso.

## Il parco e il giardino

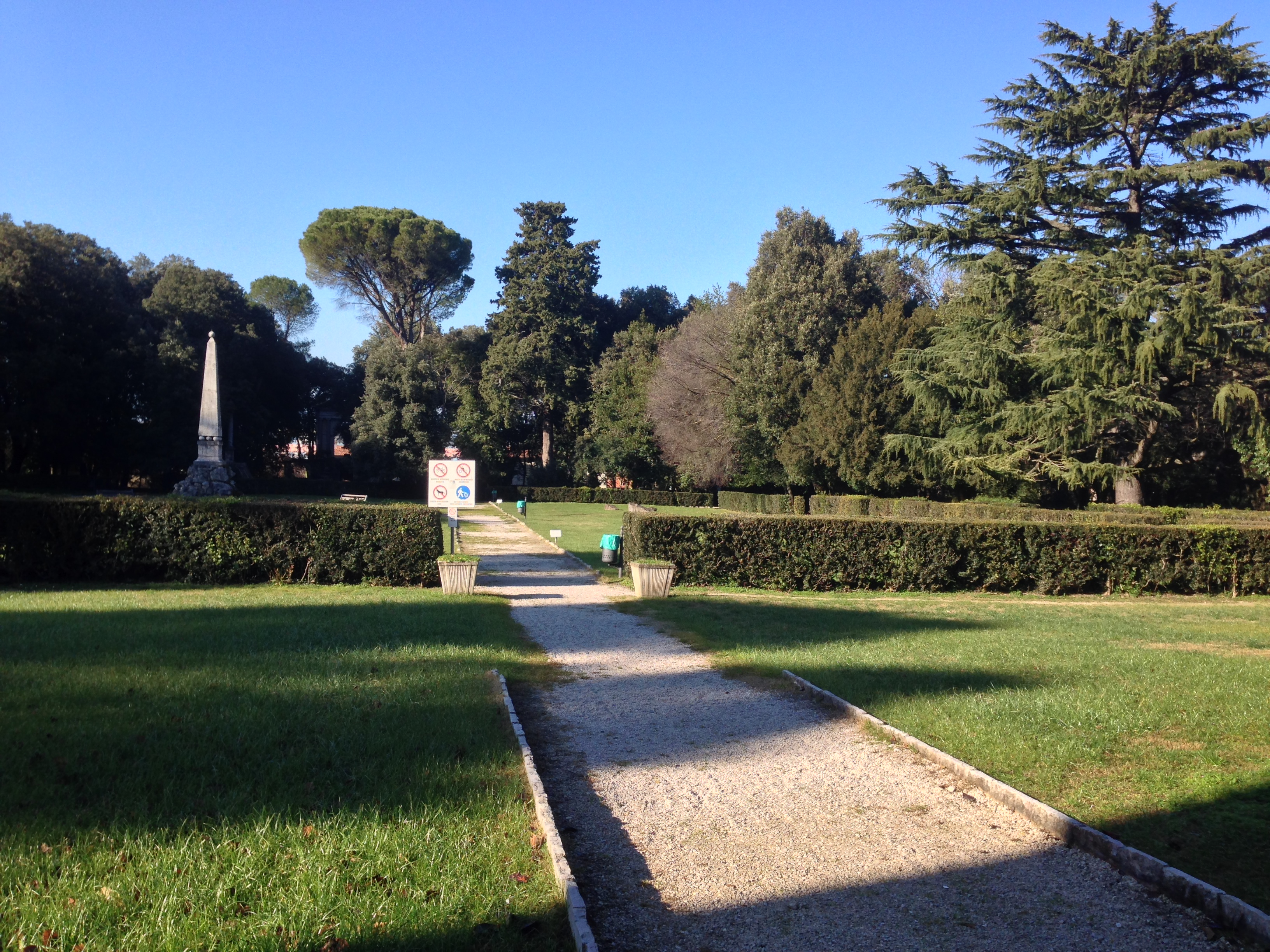
Parco antistante la villa. In fondo l'obelisco marmoreo al centro della fontana

Un censimento del patrimonio arboreo e arbustivo effettuato nel 1978 riporta la presenza di 855 esemplari di latifoglie e 66 di aghifoglie .
Il parco è tuttora ricco di alberi secolari autoctoni ed esotici, tra cui il cedro del Libano, di oltre 200 anni d'età, alto circa 20 metri, il cui tronco supera i 5 metri di circonferenza; la magnolia grandiflora, ultrasecolare, adiacente alla Café House; il leccio antistante la serra, vecchio di due secoli, alto 25 metri, di circa 4 metri la circonferenza del tronco .
La fitta vegetazione, che comprende inoltre esemplari di acero, di carpino nero, olmo, pino domestico, noce nero, corniolo, albero di Giuda ed alcune specie esotiche, ha ospitato alcune specie animali quali il riccio, la faina, la donnola, il merlo, il fringuello, la cinciallegra, la civetta, ecc.

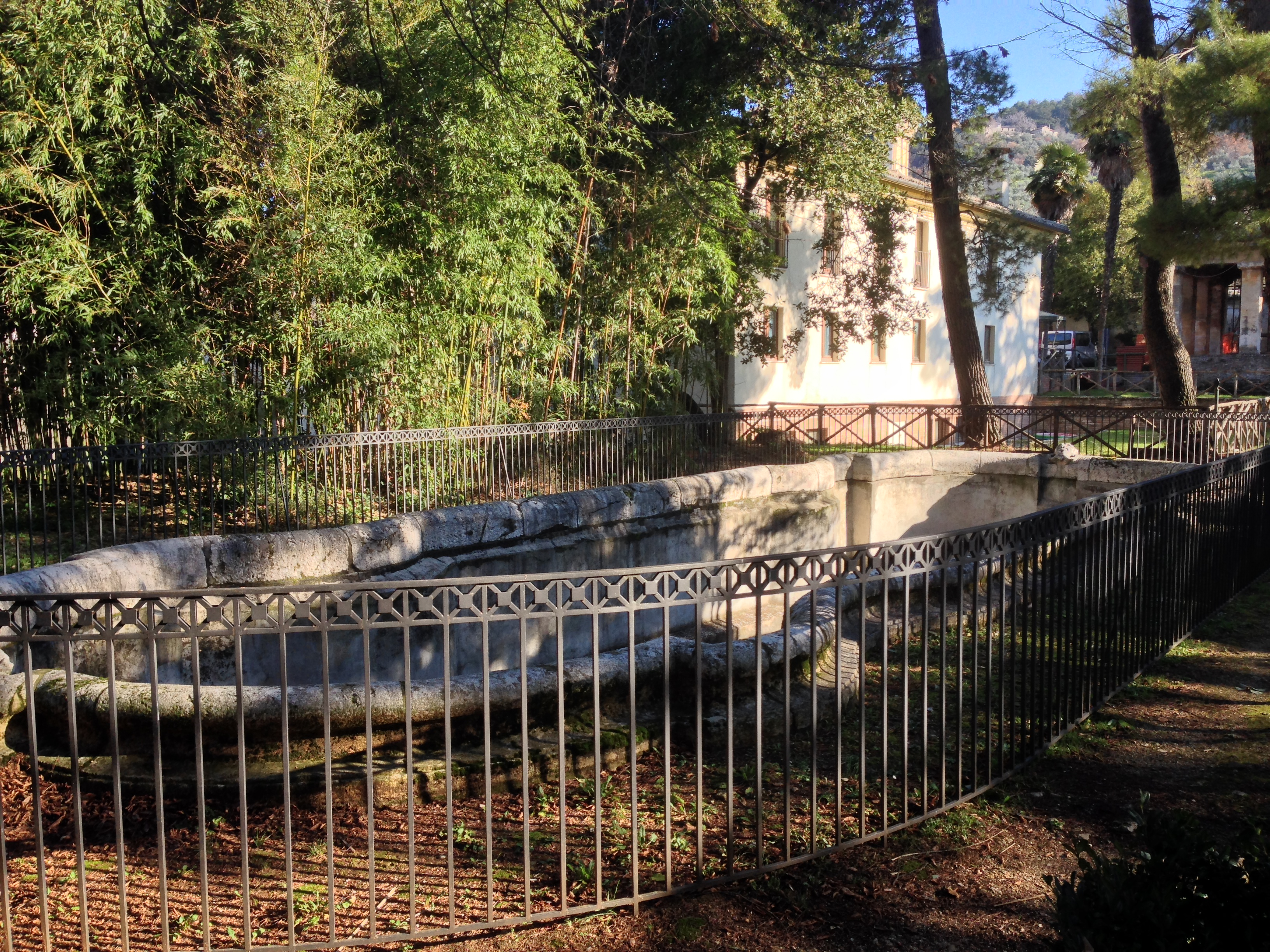
Peschiera

La progettazione del parco risente della ricerca di un "naturalismo" ottenuto attraverso la presenza di essenze, di elementi naturali artificiali come laghetti, vialetti sinuosi, rocce artificiali ecc. e con l'inserimento di costruzioni neoclassiche all'interno della vegetazione.
Vi si trovano una grande vasca con obelisco marmoreo centrale e con intorno un vasto giardino all'italiana incorniciato da siepi di alloro e di bosso; più in basso un piccolissimo stagno sotto un'alzatura che nasconde la ghiacciaia, realizzata in un pozzo scavato nel terreno, munito di scale per l'accesso, all'interno del quale, in inverno, veniva pressata molta neve che si manteneva ghiacciata anche nel periodo estivo; lateralmente la peschiera riparata da un fitto boschetto di bambù e ornata da un disegno perimetrale barocco. Appartata e poco visibile si trova la meridiana, costituita da uno gnomone posto su di una colonna classica, che proietta l'ombra su una pavimentazione romana in cotto dove sono incisi i segni dello zodiaco. All'angolo sud del muro perimetrale si trova una piccola esedra decorata a mosaico con frammenti antichi e piccoli ciottoli di fiume. In fondo si trova il teatro delimitato da un frons scenae fintamente diroccato che ingloba autentici frammenti di epoca romana. Nel bosco di lecci era presente un labirinto di bosso che è stato sradicato nel 1957 dai Padri conventuali, che preferirono ripristinare il vecchio orto .